# 埃屈维利
埃屈维利（法語：Écuvilly）是法国瓦兹省的一个市镇，属于贡比涅区（Compiègne）拉西尼县（Lassigny）。该市镇总面积5.77平方公里，2009年时的人口为247人。

## 人口
埃屈维利人口变化图示